# Mrs. Parker und ihr lasterhafter Kreis
Mrs. Parker und ihr lasterhafter Kreis (Mrs. Parker and the Vicious Circle) ist eine US-amerikanische Filmbiografie aus dem Jahr 1994. Regie führte Alan Rudolph, der gemeinsam mit Randy Sue Coburn das Drehbuch schrieb.

## Handlung
Die Schriftstellerin Dorothy Parker zählt in den 20er Jahren zu den Stars der intellektuellen Zirkel von New York City. Als Doyenne des legendären "Algonquin Round Table", einem Kreis von literarischen Größen, sind ihr Geist und ihre Bonmots ebenso beliebt wie gefürchtet. Doch während Dorothy Parker auf geistiger Ebene mühelos brilliert, bekommt sie ihr Leben, das von Alkoholismus, Selbstmordversuchen und ständigem Liebeskummer geprägt ist, überhaupt nicht in den Griff.

## Kritiken

### Englischsprachige Kritiken
James Berardinelli schrieb auf ReelViews, der Film sei „erstklassig“ („top-notch“) und alles sei an der richtigen Stelle. Jennifer Jason Leigh gebe die bis dahin beste Darstellung ihrer Karriere; für weniger habe man bereits einen Oscar gewonnen. Alan Rudolph habe erfolgreich einen Film erschaffen, der genauso zum Lachen, wie auch zum Weinen sei. Man könne lediglich die historische Genauigkeit der auf den Aussagen der für Übertreibungen bekannten Parker basierenden Darstellung der Ereignisse hinterfragen.
Roger Ebert schrieb in der Chicago Sun-Times vom 23. Dezember 1994, der Film gehöre zu jenen Filmen, die am ehesten von jenen Zuschauern gewürdigt würden, die die dargestellten Gestalten bereits kennen würden. Die anderen Zuschauer würden sich wundern, worum es im Film gehe. Die Darstellung von Jennifer Jason Leigh erlaube es, mit Dorothy Parker zu fühlen.
Rotten Tomatoes schrieb, Jennifer Jason Leigh biete im „heraufbeschwörenden Portrait“ von Dorothy Parker eine „atemberaubende“ Darstellung. Sie werde von „herausragenden“ Nebendarstellern unterstützt. Das Ergebnis sei „schonungslos ehrlich“. Die „üppigen“ Bilder würden die „Dekadenz der Periode“ überbringen. Ferner wurde die „großartige“ Musik von Mark Isham gelobt.

### Deutschsprachige Kritiken
Die Zeitschrift Cinema schrieb, der Film sei „Von bestechender Eleganz und voll Bonmots!“. Ihr Fazit lautet: „Mondäner Literatenfilm, brillant gespielt“
Die Zeitschrift Prisma bescheinigte dem Film „viel Wortwitz“ sowie „anzügliche Dialoge“. Der Regisseur schwelge „zu sehr in Kostümen und Dekor der beschriebenen Ära“ und liefere „trotz einer brillanten Hauptdarstellerin über weite Strecken gepflegte Langeweile“.
Das Lexikon des internationalen Films vergab vier von fünf Sternen und lobte das „außergewöhnliche[] Darsteller-Ensemble und [die] herausragenden Einzelleistungen bei Kamera, Ausstattung und Soundtrack“.

## Auszeichnungen
Der Film wurde 1994 für die Goldene Palme nominiert. Jennifer Jason Leigh wurde im Jahr 1995 als Beste Hauptdarstellerin – Drama für den Golden Globe Award nominiert. Sie gewann 1995 den National Society of Film Critics Award und den Chicago Film Critics Association Award. Alan Rudolph als Regisseur, Robert Altman, Jennifer Jason Leigh, Campbell Scott und die Drehbuchautoren wurden 1995 für den Independent Spirit Award nominiert.

## Hintergründe
Der Film wurde in Montreal und im Algonquin Hotel in New York City gedreht. Er spielte in den Kinos der USA ca. 2,14 Millionen US-Dollar ein.